# Phronia conformis
Phronia conformis är en tvåvingeart som först beskrevs av Walker 1856.  Phronia conformis ingår i släktet Phronia och familjen svampmyggor. Arten är reproducerande i Sverige. Inga underarter finns listade i Catalogue of Life.